# Efe Tatli
Efe Tatli (Istanbul, 29 juli 2002) is een Turks voetballer die vanuit de jeugd van Fatih Karagümrük doorstroomde. Tatli is een centrale middenvelder.

## Clubstatistieken
| Seizoen     | Club             | Competitie  | Competitie | Competitie | Competitie | Beker | Beker | Beker | Internationaal | Internationaal | Internationaal | Totaal | Totaal | Totaal |
| Seizoen     | Club             | Competitie  | Wed.       | Dlp.       | Ass.       | Wed.  | Dlp.  | Ass.  | Wed.           | Dlp.           | Ass.           | Wed.   | Dlp.   | Ass.   |
| ----------- | ---------------- | ----------- | ---------- | ---------- | ---------- | ----- | ----- | ----- | -------------- | -------------- | -------------- | ------ | ------ | ------ |
| 2019/20     | Fatih Karagümrük | 1.Lig       | 2          | 0          | 0          | 2     | 0     | 0     | —              | —              | —              | 4      | 0      | 0      |
| 2020/21     | Fatih Karagümrük | Süper Lig   | 6          | 0          | 1          | 1     | 0     | 0     | —              | —              | —              | 7      | 0      | 1      |
| 2021/22     | Fatih Karagümrük | Süper Lig   | 6          | 0          | 1          | 1     | 0     | 0     | —              | —              | —              | 7      | 0      | 1      |
| Club Totaal | Club Totaal      | Club Totaal | 14         | 0          | 2          | 4     | 0     | 0     | 0              | 0              | 0              | 18     | 0      | 2      |
| 2021/22     | → Adanaspor      | 1.Lig       | 9          | 0          | 0          | 0     | 0     | 0     | —              | —              | —              | 9      | 0      | 0      |
| Club Totaal | Club Totaal      | Club Totaal | 9          | 0          | 0          | 0     | 0     | 0     | 0              | 0              | 0              | 9      | 0      | 0      |
| 2023/24     | → Karsiyaka      | 3.Lig       | 1          | 0          | 0          | 0     | 0     | 0     | —              | —              | —              | 1      | 0      | 0      |
| Club Totaal | Club Totaal      | Club Totaal | 1          | 0          | 0          | 0     | 0     | 0     | 0              | 0              | 0              | 1      | 0      | 0      |
| 2024/25     | Elazigspor       | 2.Lig       | 5          | 0          | 0          | 2     | 0     | 0     | —              | —              | —              | 7      | 0      | 0      |
| Club Totaal | Club Totaal      | Club Totaal | 5          | 0          | 0          | 2     | 0     | 0     | 0              | 0              | 0              | 7      | 0      | 0      |
| TOTAAL      | TOTAAL           | TOTAAL      | 29         | 0          | 2          | 6     | 0     | 0     | 0              | 0              | 0              | 35     | 0      | 2      |

Bijgewerkt op 10 juni 2022.